# Royal Tank Regiment

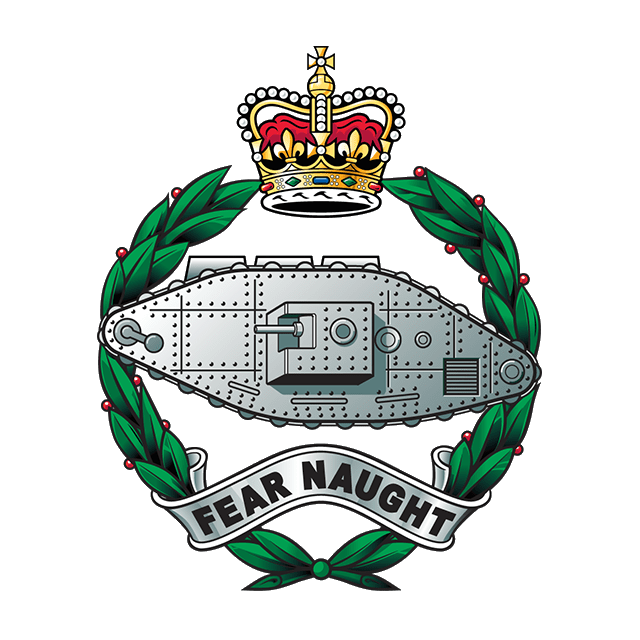
Insigne du Royal Tank Regiment

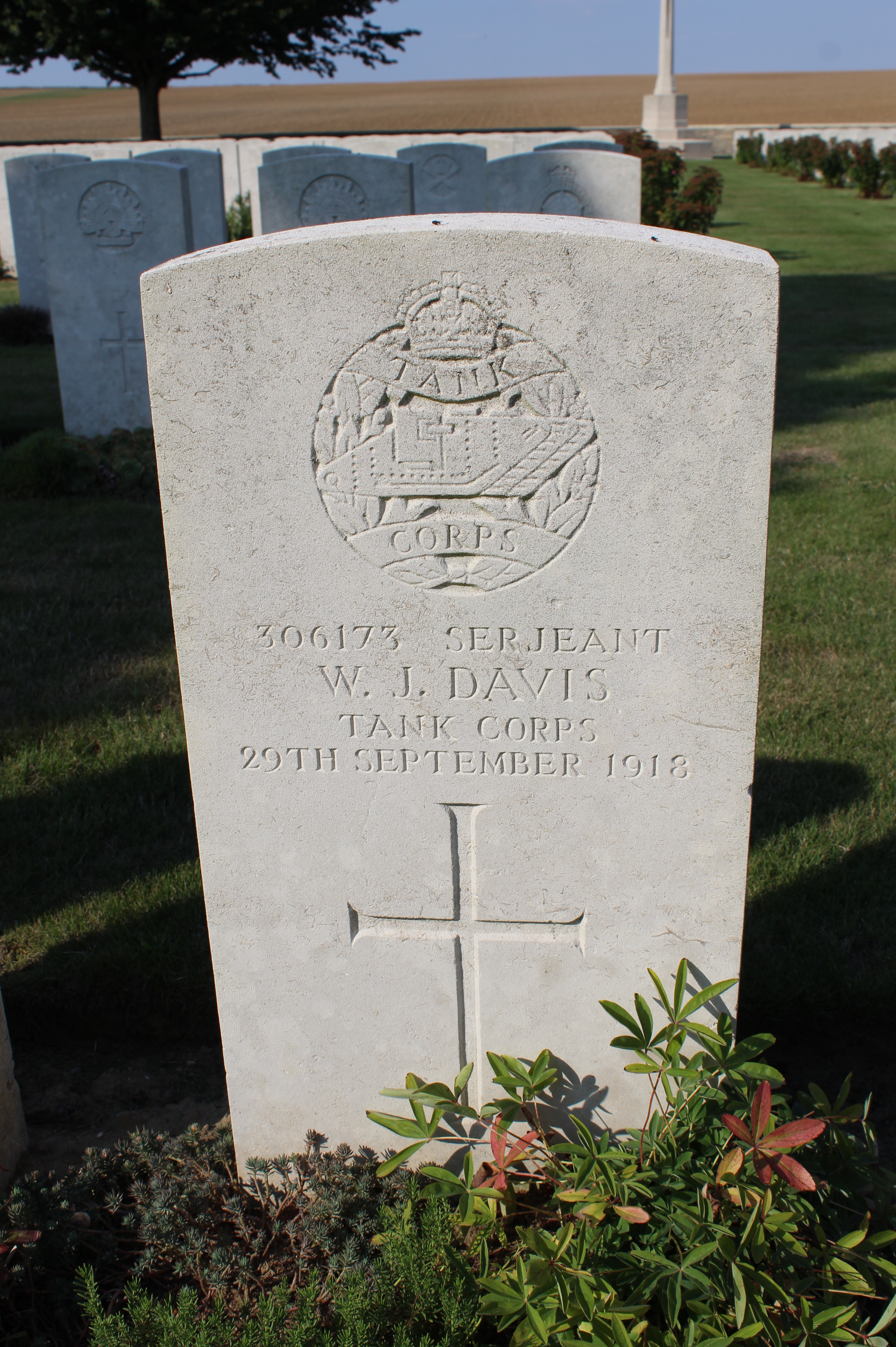
Tombe d'un membre du Royal Tank Regiment tombé à Gouy (Aisne) le 29 septembre 1918.

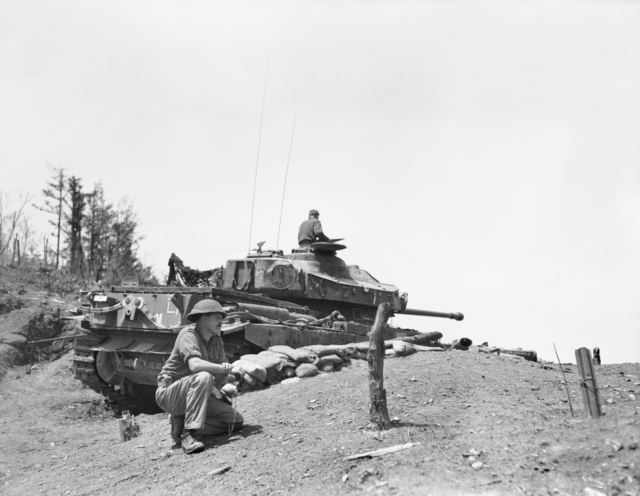
Un char Centurion du Royal Tank Regiment durant la guerre de Corée en mai 1953.

Le Royal Tank Regiment (RTR, en français Régiment royal de chars) est un régiment blindé de l'armée britannique, dépendant du Royal Armoured Corps (RAC). Il est né de la fusion des deux régiments opérationnels qui composaient le Tank Corps ou Royal Tank Corps, le 1er et le 2e Royal Tank Regiment, fusion effectuée le 5 juillet 2012.

## Historique
Le RTR a participé à la Première et Seconde Guerre mondiale, puis à la guerre de Corée (1950-1953) et la guerre d'Irak de 2003.
Durant la guerre du Corée, les chars Centurion du Royal Tank Regiment jouèrent un rôle significatif dans l'échec des attaques de l'armée des volontaires du peuple chinois durant la bataille pour le crochet.
Depuis le début du XXIe siècle, il est équipé de 56 FV4034 Challenger 2.

## Commandants
| Nom                              | Colonel-commandant |
| -------------------------------- | ------------------ |
| John Capper                      | 1917-1923          |
| John Capper (en)                 | 1923–1934          |
| Ernest Swinton                   | 1934–1938          |
| Archibald Montgomery-Massingberd | 1934–1939          |
| Hugh Elles                       | 1934–1945          |
| G M Lindsay                      | 1938–1947          |
| Charles Broad (en)               | 1939–1948          |
| Montgomery of Alamein            | 1939–1948          |
| Percy Hobart                     | 1947–1951          |
| John Crocker                     | 1949–1961          |
| N W Duncan                       | 1952–1959          |
| Henry Robert Bowreman Foote (en) | 1957–1964          |
| Harold Pyman                     | 1959–1965          |
| H M Liardet                      | 1961–1967          |
| Alan Jolly (en)                  | 1965–1968          |
| Michael Carver (en)              | 1968–1973          |
| P R C Hobart                     | 1968–1978          |
| Richard Ward (en)                | 1970–1976          |
| Allan Taylor (en)                | 1973–1980          |
| J G R Allen                      | 1976–1981          |
| R L C Dixon                      | 1978–1983          |
| Sir Richard Lawson               | 1980–1982          |
| I H Baker                        | 1981–1986          |
| R M Jerram                       | 1982–1988          |
| Antony Walker                    | 1983–1987          |
| Laurence New                     | 1986–1992          |
| Jeremy Blacker (en)              | 1988–1994          |